# Гусев, Юрий Семёнович
Юрий Семёнович Гусев (25 сентября 1921 — ?) — советский шахматист, мастер спорта СССР (1951). Радиоинженер.
Выступал в Москве за «Труд». Участник многих первенств Москвы, полуфиналов первенства СССР (лучшие результаты: XIX — 4—6, XXII — 6—7). В 1948 свел вничью матч с И. Каном.